# Power Stone (anime)
 (décembre 2019).
Si vous disposez d'ouvrages ou d'articles de référence ou si vous connaissez des sites web de qualité traitant du thème abordé ici, merci de compléter l'article en donnant les références utiles à sa vérifiabilité et en les liant à la section « Notes et références ».
Pour les articles homonymes, voir Power Stone (homonymie).
Power Stone (パワーストーン, Pawā Sutōn), est un anime japonais produit par Studio Pierrot et réalisé par Takahiro Omori.  Il est basé sur le jeu vidéo Power Stone de Capcom. Power Stone a été diffusé sur la chaine japonaise TBS entre le 3 avril 1999 et le 25 septembre 1999, pour un total de 26 épisodes. En France, il a été diffusé sur la chaine iC1, anciennement Clermont Première.

## Synopsis
Le protagoniste, Edward Falcon, reçoit une mystérieuse pierre de la part de son père, Pride Falcon. Ce cadeau, est une Pierre de Pouvoir, un objet mystique permettant de se transformer. Ce présent l' engage alors, lui, et son serviteur Apollis, dans la recherche de 6 autres pierres. Pour ce faire, il doit parcourir le monde fictif de Power Stone qui est inspiré du 19ème et de ses civilisations. Les épisodes et donc sa traversée, est rythmée par les rencontres d'autres personnages qui lui sont semblables de par le fait de posséder eux aussi leur pierres de pouvoirs.

## Personnages
- Edward Falcon, personnage principal de l'animé habitant de Sun Land, pays inspiré du Royaume-Uni. Il reçoit de la part de son père la pierre rouge qui va attirer bien des convoitises. Issu de l'aristocratie, il préfère vivre seul dans un appartement en vivant de la boxe pour laquelle il s'entraine quotidiennement.
- Pride Falcon, père d'Edward. Il parcourt le monde en quête des pierres. Il en offrira deux à son fils.
- Apollis, serviteur d'Edward et de sa famille. Il suivra Edward dans toutes ses aventures.
- Ryoma, samouraï originaire de Moon Land, pays inspiré du Japon, il cherche à devenir meilleur il se rendra notamment au début de l'histoire sur Sun Land pour s'entrainer. Il est aussi propriétaire de la pierre jaune qui lui a été donné par son  maître.
- Rouge, voyante originaire de Fire Land, pays inspiré de l'Iraq. Sa boule de cristal lui permet de prédire l'avenir et renferme la pierre rose. Au début de l'histoire, elle vient sur Sun Land pour exercer son métier de voyante.
- Ayame, une jeune ninja, originaire elle aussi de Moon Land, qui cherche avec son frère Kikonojo à s'emparer des pierres de pouvoirs. Au début de l'histoire, elle et toute sa famille tiennent un cirque itinérant, afin de secrètement se renseigner sur les pierres de pouvoirs.
- Jack, personnage mystérieux recouvert de bandage, qui vit sur un bateau fantôme au large de Sun Land.
- Wang-Tang, un jeune cuisinier et guerrier originaire de Wood Land, pays inspiré de la Chine. Il prépare la cuisine pour son dojo, et se retrouvera en possession de la pierre verte que va lui confier Edward.
- Kraken, un pirate à la tête d'un réseau de mercenaires qui sévissent sur toute la planète.
- Gunrock, un père de cinq garçons, originaire de Gold, pays inspiré des Etats-Unis. Il possède une pierre de pouvoir, et passe son temps à jouer au Casino.

## Monde fictif
Le monde de Power Stone est composé de 8 grandes îles, chacune abritant une civilisation particulière inspirée de celles de notre monde, au XIXe siècle.
- Sun Land (litt. « terre du Soleil » ) : cette île est inspirée du Royaume-Uni.
- Wood Land (litt. « terre du bois » ) : cette île est inspirée de la Chine.
- Fire Land (litt. « terre du feu » ) : cette île est inspirée de l'Irak.
- Gold Land (litt. « terre de l'or » ) : cette île est inspirée des États-Unis.
- Moon Land (litt. « terre de la Lune » ) : cette île est inspirée du Japon.

## Liste des épisodes
Les titres des épisodes français sont des traductions littérales des noms anglais.
| N° | Nom de l'épisode                                                          | Première diffusion |
| --- | ------------------------------------------------------------------------- | ------------------ |
| 1 | La Power Stone du mystère "Katsugeki! Hi ishi no nazo" (活劇!秘石の謎)    | 3 avril 1999       |
| Edward Falcon, un jeune homme issu de l'aristocratie et qui vit de la boxe, reçoit un jour une mystérieuse pierre rouge appelée Power Stone qui lui permet de se transformer. Il va faire la rencontre de Ryoma, un samouraï possédant la Power Stone jaune, Ayame et sa famille qui tiennent un cirque itinérant, ainsi que de rouge, une voyante. Il est accompagné de son serviteur Appollis. Deux pirates semblent convoiter la Power Stone d'Edward. |                                                                           |                    |
| Première apparition de Edward, Appollis, Ryoma, Ayame, Rouge, Pride ainsi que des Power Stone rouges et jaunes. Premiers pas à Sun Land. |                                                                           |                    |
| 2 | Les guerriers de l'ombre "Kaze wo kiru kage no gundan" (風を斬る影の軍団) | 10 avril 1999      |
| Ayame et sa famille sont en fait des ninja souhaitant s'emparer de la Power Stone rouge d'Edward. |                                                                           |                    |
| 3 | L'esprit du Samouraï "Moe ru samurai tamashii" (燃えるサムライ魂)         | 17 avril 1999      |
| Ryoma et Edward s'affrontent en duel à l'aide de leur Power Stones respectives. Edward est sur une piste le menant à son père. |                                                                           |                    |
| 4 | Le bateau fantôme "Kyōfu wo yobu yūreisen" (恐怖を呼ぶ幽霊船)             | 24 avril 1999      |
| Un mystérieux personnage recouvert de bandelettes dérobe le bijou d'une chanteuse d'Opéra. |                                                                           |                    |
| Première apparition de Jack. |                                                                           |                    |
| 5 | Problème de filles "Onnanoko ha kowai zo ~" (女の子は怖いぞ～)            | 1 mai 1999         |
| Première apparition de Valgas. |                                                                           |                    |
| 6 | Une autre Power Stone "Mōhitotsuno maseki" (もうひとつの魔石)             | 8 mai 1999         |
| Première apparition de Wang-Tang ainsi que de la Power Stone verte. Premiers pas à Wood Land. |                                                                           |                    |
| 7 | L'oeuf du grand aigle "Min min yama no kō shugyō" (眠眠山の荒修行)        | 15 mai 1999        |
| 8 | Kraken le pirate "Kyōteki! Kuraken" (強敵!クラーケン)                     | 22 mai 1999        |
| Première apparition de Kraken et de la Power Stone cyan. |                                                                           |                    |